# Bután
Bután es un país del sur de Asia ubicado en la cordillera del Himalaya y sin salida al mar. Limita al norte con la República Popular China y al sur con la India. Se trata de una nación regida por una monarquía constitucional, cuyos órganos y sede de gobierno se hallan en la capital, Timbu. Con una superficie de 40 994 km² y una población inferior a los 800 000 habitantes, Bután es uno de los países más pequeños y con menos población del planeta. Su territorio está dividido en veinte distritos.
Los orígenes del país se remontan al siglo VIII de nuestra era, con la introducción del budismo por los tibetanos y la expansión de su imperio hacia el territorio que hoy en día es Bután. Hasta el siglo XVII la población del territorio estuvo siempre en continuas guerras, pero el jefe tibetano Shabdrung Ngawang Namgyal los unificó y comenzó a extender el territorio. Posteriormente, algunas de las tierras conquistadas pasaron a la Compañía Británica de las Indias Orientales, con el fin de que ayudasen a expulsar a los invasores. Esto se resolvió mediante un acuerdo de paz por el que Bután se retiraría a sus fronteras de 1730, aunque siguió habiendo enfrentamientos. Tras ello, derrotados, se unieron al Raj británico, el cual se independizó del Reino Unido el 15 de agosto de 1947 dando lugar a la India. Dos años más tarde, el reino de Bután se independizó del Raj, firmando un acuerdo con los indios para que mantuviesen sus relaciones exteriores.
La dinastía Wangchuck ha gobernado desde entonces e introdujo diversas medidas económicas y políticas, como el índice de la Felicidad Nacional Bruta como indicador principal de desarrollo en lugar de la economía, basada en la agricultura. En 2006, el rey Jigme Singye Wangchuck abdicó en su hijo Jigme Khesar Namgyel Wangchuck, pero no fue coronado hasta 2008. Un año antes se habían celebrado las primeras elecciones parlamentarias del país, y tiempo después entró en vigor la primera constitución. La mayor parte de la población trabaja para el sector agrícola y ganadero, aunque tienen más peso económico los sectores industrial y de servicios.

## Etimología
Numerosos nombres similares a «Bután» comenzaron a surgir en Europa en torno a la década de 1580. Jean-Baptiste Tavernier fue el primero en registrar un término similar, «Boutan», en 1676 en su obra Six Voyages. Sin embargo, este no parecía referirse al propio país, sino a un reino del Tíbet. La distinción moderna entre ambos lugares no se llegó a realizar hasta 1774, cuando en una expedición el aventurero y diplomático escocés George Boogle explicó las diferencias culturales y gubernamentales entre ambas regiones en un informe que entregó a la Compañía Británica de las Indias Orientales. De esta forma, Boogle propuso renombrar al reino regido por un Druk Desi como «Boutan» y al regido por un Panchen Lama como «Tíbet». Con ello, el inspector general de la Compañía de las Indias, James Rennell, adaptó al inglés el término francés como «Bootan», además de promover la distinción entre estos dos territorios.
El origen de la palabra «Bután» es aún desconocido, aunque es probable que provenga del exónimo tibetano «Bod», utilizado como vocablo para referirse al Tíbet. No obstante, existe otra corriente que considera que el origen del nombre proviene del sánscrito, «Bhota-anta» —भोट - अन्त; fin del Tíbet—, en relación con la ubicación del país, que se encuentra en el extremo de la meseta y la cultura tibetana.
Localmente, Bután ha sido conocido por muchos nombres. Uno de los vocablos occidentales más antiguos fue grabado por los jesuitas portugueses Estêvão Cacella y João Cabral de varias maneras: como «Cambirasi» —entre los habitantes de Koch Bihar—, «Potente» y «Mon» —exónimos utilizados para referirse al sur de la meseta—. La primera vez que el reino de Bután apareció en un mapa occidental, lo hizo bajo el nombre local de «Broukpa». Otros nombres incluían «Lho Mon» —tierras oscuras del sur—, «Lho Tsendenjong» —tierras de los cipreses del sur—, «Lhomen Khazhi» —tierras de los cuatro accesos del sur— y «Lho Men Jong» —tierras de la herbología del sur—.

## Historia

### Prehistoria y llegada del budismo

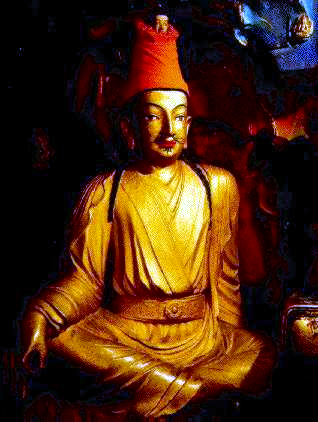
Songtsen Gampo, emperador tibetano que inició la expansión de la filosofía budista hacia Bután.

La presencia de numerosos restos de herramientas y armas prueban que el actual territorio de Bután está poblado desde hace más de 4000 años. Pese a la escasez de estudios arqueológicos, algunos historiadores han teorizado que durante la prehistoria existieron los Estados de Lhomon —literalmente: oscuridad del sur— y Moyul —tierra oscura, una referencia hacia la población Monba, los aborígenes de Bután—. Este último se estima que pobló aquellos territorios entre los años 500 a. C y 600 d. C. Así pues, es posible que los nombres de «Lhomon Tsendenjong» y «Lhomon Khashi», que se encuentran en las antiguas crónicas de Bután y Tíbet, pueden tener también credibilidad como nombres históricos y han sido usados por algunos eruditos butaneses para referirse a su patria.
El budismo penetró en el país en el siglo VII. El emperador tibetano Songtsen Gampo, un converso a esta filosofía y que había extendido su imperio a Sikkim y Bután, ordenó construir dos templos budistas en Bumthang y Paro. A partir de ahí, el budismo se expandió sobre todo a partir del año 746 bajo el emperador Sindhu Rāja, un exiliado indio que estableció un gobierno en Bumthang desde el palacio Chakhar Gutho.
El santo budista Padma Sambhava, también conocido como Gurú Rimpoché, llegó a Bután en el año 747. Por la destrucción de la mayoría de los registros tras un incendio en 1827 en la antigua capital, Punakha, gran parte de la historia temprana del país es poco conocida. Se sabe que hacia el siglo X el desarrollo político estuvo marcado por su historia religiosa. Varias pequeñas sectas del budismo comenzaron a surgir y fueron muy usadas para la práctica religiosa de los señores de la guerra mongoles. Tras la caída de la dinastía Yuan en China en el siglo XIV, estos grupos sectarios empezaron a competir por la supremacía en el ámbito político y religioso —fruto de la ausencia de un gobierno que controlase la situación—, con la posterior victoria del grupo Drukpa en el siglo XVI.

### Enfrentamientos e intrusión británica

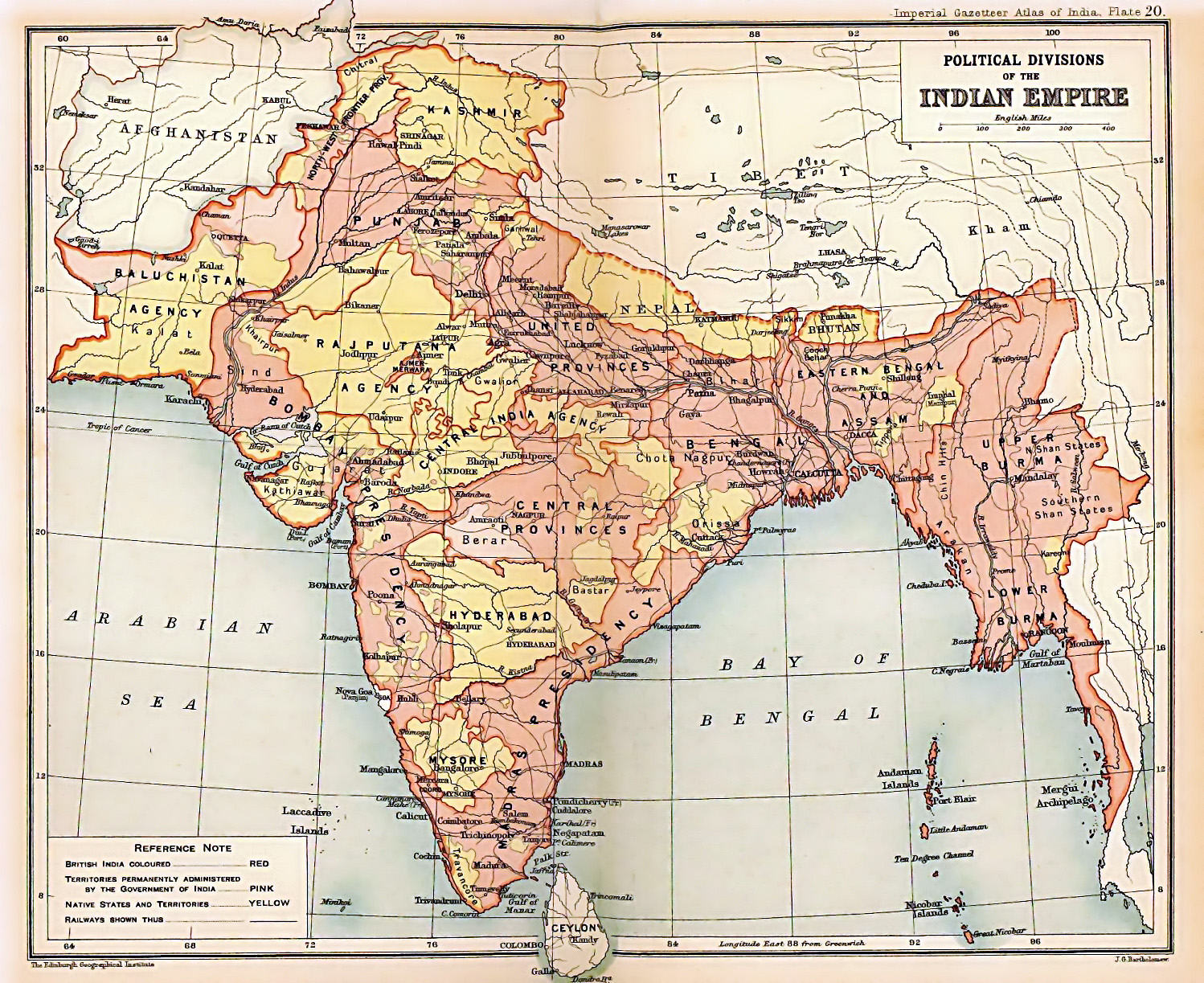
Mapa del Imperio británico en el sur de Asia en el año 1909, que además de Bután abarcaba los actuales territorios de Bangladés, Birmania, India, Nepal, Pakistán y Sri Lanka.

Hasta principios del siglo XVII, Bután no era más que un conjunto de feudos en guerra con escasa importancia, hasta que el territorio fue unificado por el lama tibetano y líder militar Shabdrung Ngawang Namgyal, que había huido de las persecuciones religiosas que se estaban dando en el Tíbet. Para defender al país de las periódicas incursiones de los tibetanos, Namgyal ordenó construir una serie de edificios fortificados denominados «dzong», todavía presentes en la actualidad. Los jesuitas portugueses Estêvão Cacella y João Cabral fueron los primeros europeos en visitar Bután de los que se tiene constancia. Se reunieron con Ngawang Namgyal, le entregaron armas y pólvora para combatir las insurrecciones armadas, pero finalmente lo rechazaron. Tras una estancia que duró casi ocho meses, Cacella escribió una carta desde el monasterio Chagri describiendo sus travesías, un informe sobre Shabdrung. Aunque la muerte de Ngawang ocurrió en 1651, este hecho fue desconocido por la sociedad durante 54 años. Después de un período de consolidación, el país cayó en un conflicto interno. En 1711, entraron en guerra contra el Imperio mogol y los subedares, sus aliados que recuperaron Koch Bihar. Durante el tiempo que duró el caos, los tibetanos atacaron Bután en 1714, pero la operación no obtuvo éxito.
Los butaneses también ocuparon el actual distrito del Koch Bihar. Los dirigentes de la zona recién capturada recurrieron a la Compañía Británica de las Indias Orientales, que ayudó a expulsar a los invasores e incluso atacar algunas zonas butanesas. Ante esta presión, Bután firmó un tratado de paz por el que se comprometía a retirarse a sus fronteras anteriores a 1730. Sin embargo, la paz era débil, con continuos enfrentamientos fronterizos en los siguientes cien años. Estos finalmente desembocaron en la guerra de Bután —de 1864 a 1865—, un conflicto por el dominio de los duars de Bengala. Después de la derrota de los butaneses, se firmó el Tratado de Sinchula entre estos y la India británica. Como una de las condiciones de la paz, los duars fueron cedidos al Reino Unido a cambio de 50 000 rupias. El tratado puso fin a todas las hostilidades entre estos dos países.
Durante la década de 1870, hubo luchas de poder entre los valles de Paro y Trongsa, cuyas poblaciones se encontraban enfrentadas. Esto desembocó en una guerra civil, dirigiéndose hacia la ascendencia de Ugyen Wangchuck, el penlop —gobernador— de Trongsa. Desde la base de su poderío, en el centro del país, Ugyen derrotó a sus enemigos políticos y unió a la nación después de numerosos conflictos entre 1882 y 1885.

### Independencia y formación monárquica

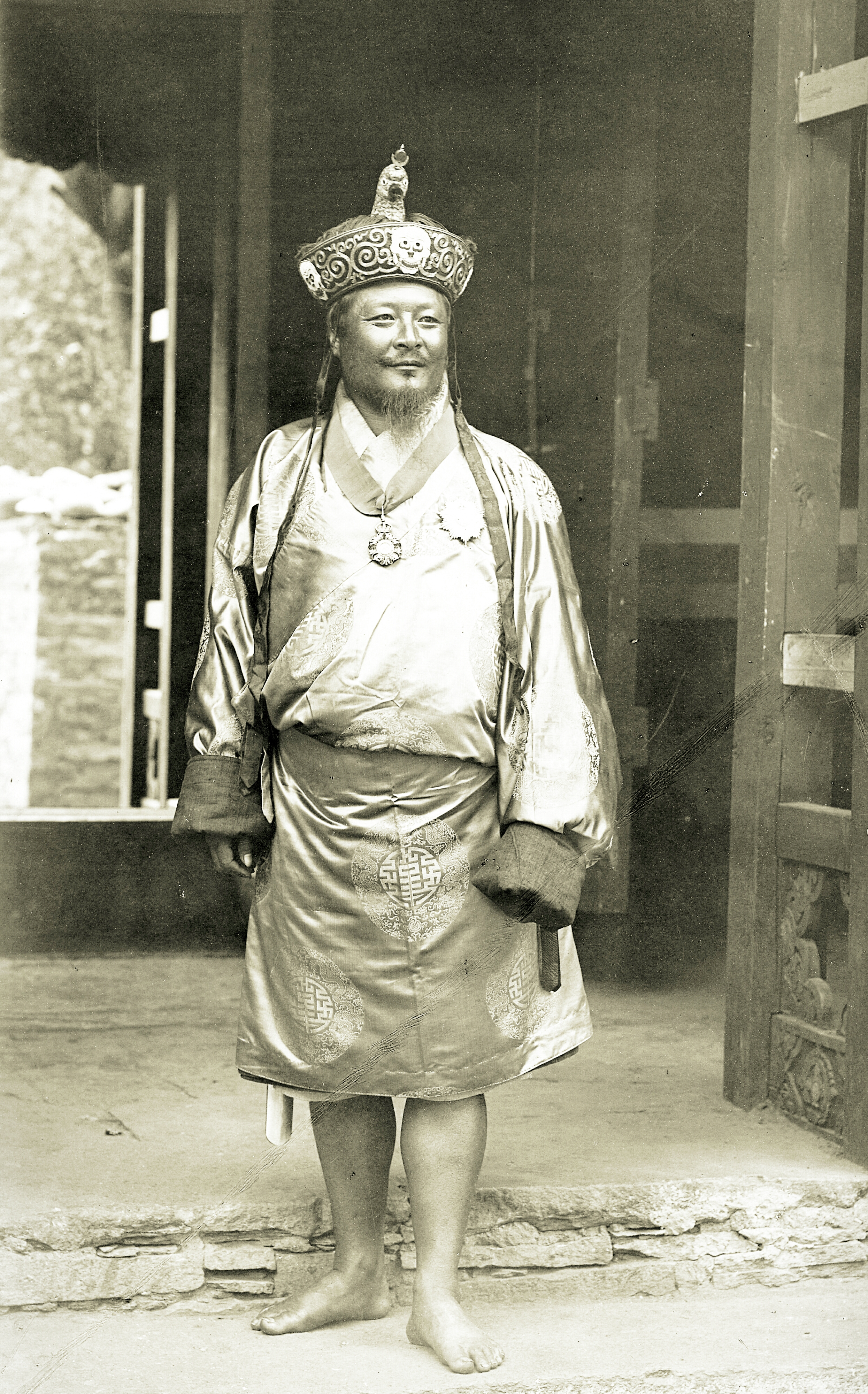
Gongsar Ugyen Wangchuck, primer rey de Bután (1907-1926)

1907 fue un año trascendental para el país, puesto que Ugyen Wangchuck fue elegido por unanimidad como rey heredero del territorio por una asamblea compuesta por monjes budistas, funcionarios gubernamentales y cabezas de familias prestigiosas. Inmediatamente, el gobierno británico reconoció al nuevo monarca, por lo que se firmó el Tratado de Punakha, por el cual el Reino Unido se encargaba de los asuntos exteriores del país y que sería un Estado ligado a la India. Realmente, esto tuvo poco efecto, dada la reticencia histórica de Bután y que no parecía afectar a las relaciones con Tíbet. Después de la nueva unión con la India, se independizó de los británicos el 15 de agosto de 1947, ya que Bután se convirtió en uno de los primeros Estados en reconocer la disgregación india. El 8 de agosto de 1949 se firmó un tratado similar al de 1910 pero con la India, por el cual esta se comprometía a mantener las relaciones internacionales del país himalayo, independiente desde esa fecha.
En 1953, el rey Jigme Dorji Wangchuck estableció la legislatura en el país, una Asamblea Nacional conformada por 130 miembros, para promover una forma de gobierno más democrática. En 1965, se creó el Consejo Real Consultivo y en 1968 se formó un gabinete. Posteriormente, Bután fue admitida en la Organización de las Naciones Unidas en 1971, después de haber mantenido su condición de observador durante tres años. Al morir el rey, ascendió al trono su hijo de 16 años, Jigme Singye Wangchuck, en julio de 1972.

### Reforma política y actualidad
El sistema político butanés ha evolucionado desde los años 2000 de una monarquía absoluta a una monarquía constitucional. El rey Jigme Singye transfirió parte de sus poderes administrativos a un consejo de ministros, permitiendo el impeachment al propio monarca, siempre que haya una mayoría de dos tercios de la asamblea. En 1999 se eliminó la prohibición del uso de la televisión e internet, convirtiendo a este país en uno de los últimos en introducir ambos medios. En un discurso, el rey afirmó que la introducción de la televisión era un paso importante para la modernización de Bután, así como un importante contribuyente a la felicidad nacional bruta —Bután es el único país que mide este indicador—, pero advirtió que su mal uso podría poner en peligro los valores tradicionales de la nación.
A principios de 2005 se anunció un proyecto de constitución, pero no se publicó ni entró en vigor hasta tres años más tarde. Además, en diciembre de ese mismo año el rey anunció que abdicaría en su hijo para 2008, aunque finalmente renunció dos años antes. Este suceso fue seguido de las elecciones parlamentarias de diciembre de 2007 y marzo de 2008. El 6 de noviembre de 2008, el hijo Jigme Khesar Namgyel Wangchuck fue coronado rey. El 5 de febrero de 2016, los reyes tuvieron a su primer hijo, Jigme Namgyel Wangchuck, heredero al trono. Su segundo hijo, Jigme Ugyen Wangchuck, nació el 19 de marzo de 2020.

## Gobierno y política

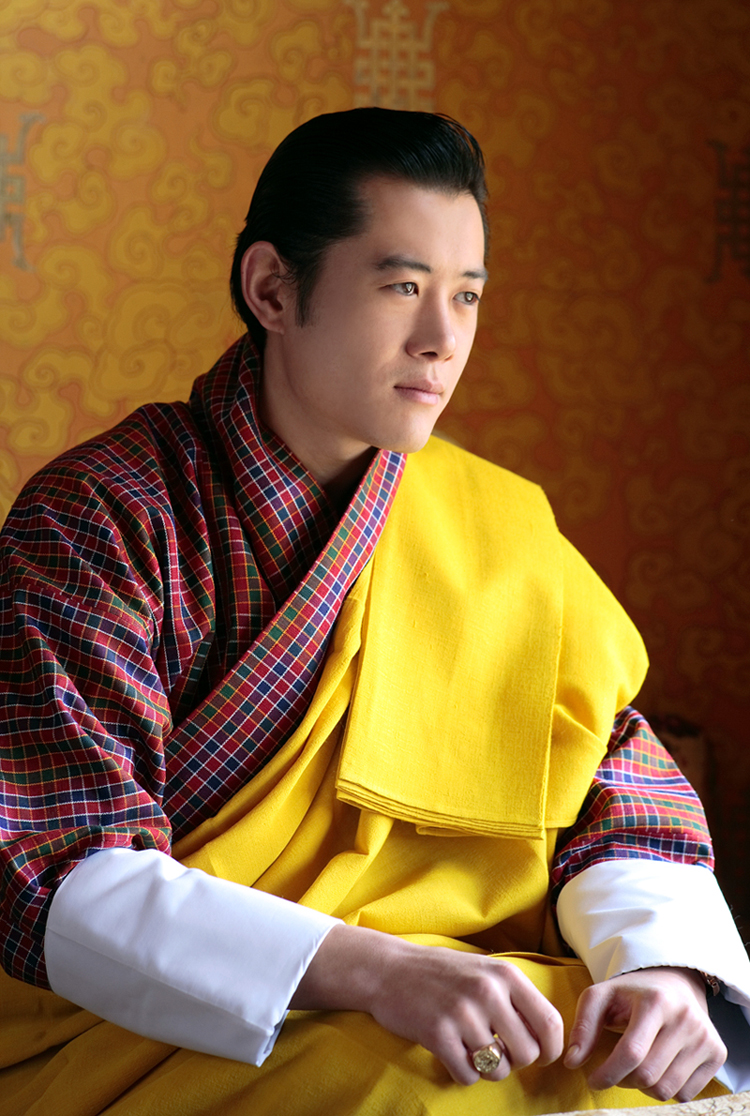
Jigme Khesar Namgyel Wangchuck, rey y jefe del Estado desde 2006, pero coronado en 2008.

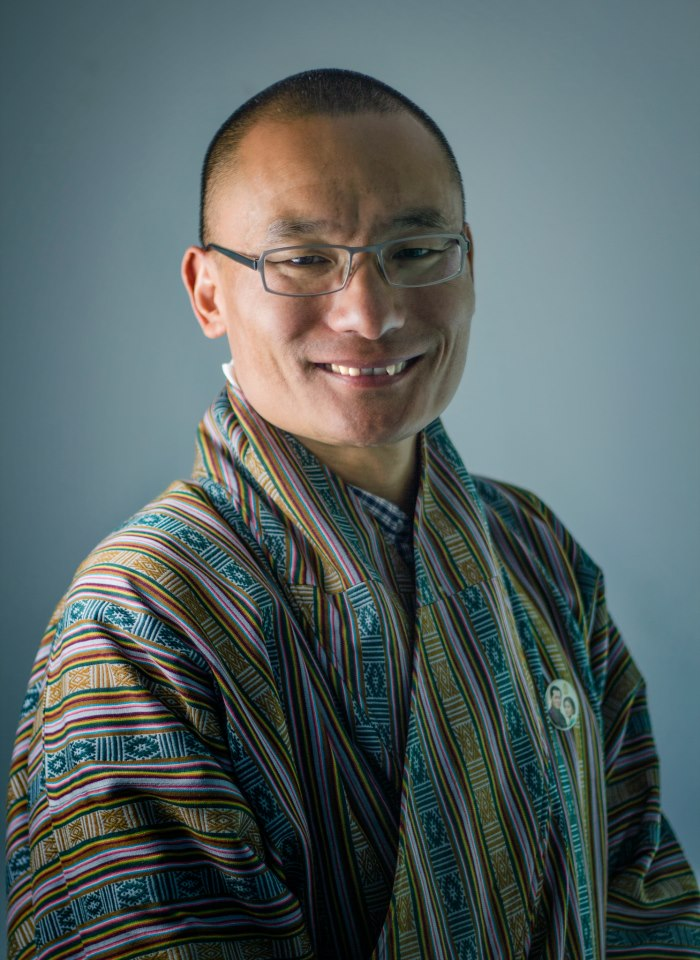
Tshering Tobgay, primer ministro y jefe del gobierno.

El sistema de gobierno butanés está basado en la monarquía constitucional, en la que el rey —conocido localmente como Druk Gyalpo, rey dragón— es el jefe del Estado y el primer ministro es el jefe del gobierno. A su vez, existe un consejo de ministros, el Lhengye Zhungtshog, cuyos integrantes son designados por el propio monarca con recomendación del primer ministro y aprobados por una asamblea nacional. Estos miembros son fijos para un período de cinco años. El gobierno es elegido por el pueblo, que se encarga exclusivamente del poder ejecutivo, ya que Bután goza de división de poderes. Además existe sufragio universal para las personas con mayoría de edad, que son los 18 años. El sistema legal consiste en un código civil basado en la religión budista. La nación posee una Constitución desde 2008, y aunque se planteó en 2005, para su elaboración, se leyeron más de cien constituciones de distintos países para recoger ideas y, de esa forma, elaborar la suya.
El poder legislativo reside en el Parlamento de Bután que está integrado por el monarca y dos cámaras: el Consejo Nacional y la Asamblea Nacional. En cuanto al poder judicial, este se confiere al Real Tribunal de Justicia, que se compone de la Corte Suprema, el Tribunal Superior, la Corte Dzongkhag y la Corte Dungkhag. A su vez, toda la justicia se encuentra administrada por una Comisión Nacional Judicial.
También es de resaltar el hecho de que el gobierno considera la felicidad igual de importante que la economía, que además tiene su propio indicador, la felicidad nacional bruta. Considera el bienestar social como un apoyo al crecimiento económico para alcanzar la felicidad de la población. Este concepto se sustenta en nueve pilares, que son bienestar psicológico, salud, educación, cultura, distribución del tiempo, calidad del gobierno, relaciones sociales, ecología y vivienda. En 2010 se realizó una encuesta al respecto, con el resultado de que la mayor parte de la población se encontraba en la media o por encima en el grado de satisfacción con sus vidas. De hecho, Transparencia Internacional coloca a Bután en el puesto 27 entre los menos corruptos de los 168 países de la lista, con una nota de 6,5 sobre 10 en 2016. También hay que resaltar en este punto que Bután es considerado como un país «parcialmente libre», según un estudio realizado en 2017.

### Relaciones exteriores
En 1949, se creó un acuerdo con la India por la que esta se encargaría de los asuntos exteriores del país, pero que no intervendría en temas internos en ningún caso. Bután mantiene relaciones bilaterales con 53 países, gracias a una red de embajadas y consulados en Bangladés, India, Kuwait y Tailandia. Sin embargo, muy pocos son los países que tienen embajadas o consulados en su territorio. Asimismo cabe destacar que no tiene ninguna relación con ningún miembro del Consejo de Seguridad de las Naciones Unidas, ni siquiera con los Estados Unidos o la República Popular China. No obstante, sí existen contactos entre el país americano y Bután mediante las embajadas en Nueva Delhi. Por su parte, con China existen disputas territoriales, debido a que el relieve obstaculiza calcular los límites de los dos países con exactitud. Contrariamente, la India tiene unas fuertes relaciones económicas, estratégicas y militares, junto con la firma de un tratado en 2007 en el que el país volvería a aceptar seguir manteniendo las relaciones internacionales de Bután.

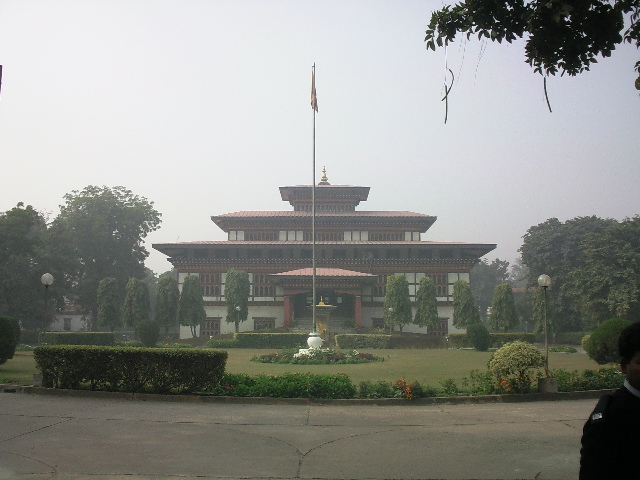
Embajada de Bután en Nueva Delhi (India).

Por otro lado, Bután es un miembro de la Organización de las Naciones Unidas (ONU) desde 1971 y cuenta con dos misiones diplomáticas permanentes en la misma, una en Ginebra y otra en Nueva York. Además de esta, es miembro del Grupo de los 77 (G-77), del Movimiento de Países No Alineados (MPNA) y de la Asociación Sudasiática para la Cooperación Regional (SAARC), con el fin de participar en proyectos con otros países y fomentar las relaciones. También es un miembro observador de la Organización Mundial del Comercio (OMC). Igualmente está adherido a numerosos tratados y convenciones, a destacar la Convención Marco de las Naciones Unidas sobre el Cambio Climático, la Convención sobre la Protección del Patrimonio Mundial Cultural y Natural y el Tratado de No Proliferación Nuclear.

### Fuerzas armadas
Las fuerzas armadas corren a cargo del Real Ejército de Bután, que se divide en el cuerpo de defensa del rey y la policía. No dispone ni de fuerza aérea ni de marina, al ser un país sin salida al mar: solo se limita a lo terrestre. El personal ha ido evolucionando rápidamente con el paso de los años, desde los 6000 hombres que había en 2000 hasta los más de 14 000 que servían en 2010, incluyendo una fuerza paramilitar, con el objetivo de apoyar o sustituir a las fuerzas regulares. Esta última posee un equipamiento y entrenamiento similar. La constitución establece que el monarca del país es el comandante supremo y jefe de las fuerzas armadas y de las milicias, y que el Estado es el encargado de mantenerlas económicamente, aunque solo invierte en ello el 1 % del PIB. Es importante mencionar que el servicio militar no es obligatorio pero solo lo pueden hacer las personas que tengan al menos 18 años.
La fundación de las fuerzas armadas butanesas se remonta a los años 1950, en relación con las acciones en el Tíbet por parte del Ejército Popular de Liberación. Con el respaldo indio, el gobierno nacional planeó organizar un ejército permanente con 2500 soldados, con el fin de defenderse de ataques enemigos. Bután no ha participado en ninguna operación militar durante el siglo XX. Su primera acción se remonta a 2003, cuando tuvo que hacer uso de la fuerza para lidiar en las rebeliones de los grupos separatistas indios en el sur del país. Según analistas chinos, la India está potenciando su influencia militar en zonas como Nepal y Bután, lo que podría transformar a los reinos del Himalaya en víctimas del conflicto entre China y la India.

### Derechos humanos
En materia de derechos humanos, respecto a la pertenencia a los siete organismos de la Carta Internacional de Derechos Humanos, que incluyen al Comité de Derechos Humanos (HRC), Bután ha firmado o ratificado:
| Bután | Tratados internacionales  | Tratados internacionales | Tratados internacionales  | Tratados internacionales  | Tratados internacionales  | Tratados internacionales    | Tratados internacionales | Tratados internacionales | Tratados internacionales  | Tratados internacionales  | Tratados internacionales | Tratados internacionales | Tratados internacionales  | Tratados internacionales  | Tratados internacionales | Tratados internacionales  | Tratados internacionales  | Tratados internacionales  |
| --- | ------------------------- | ------------------------ | ------------------------- | ------------------------- | ------------------------- | --------------------------- | ------------------------ | ------------------------ | ------------------------- | ------------------------- | ------------------------ | ------------------------ | ------------------------- | ------------------------- | ------------------------ | ------------------------- | ------------------------- | ------------------------- |
| Bután | CESCR                     | CESCR                    | CCPR                      | CCPR                      | CCPR                      | CERD                        | CED                      | CEDAW                    | CEDAW                     | CAT                       | CAT                      | CRC                      | CRC                       | CRC                       | CRC                      | MWC                       | CRPD                      | CRPD                      |
| Bután | CESCR                     | CESCR-OP                 | CCPR                      | CCPR-OP1                  | CCPR-OP2-DP               | CERD                        | CED                      | CEDAW                    | CEDAW-OP                  | CAT                       | CAT-OP                   | CRC                      | CRC-OP-AC                 | CRC-OP-SC                 | CRC-OP-CP                | MWC                       | CRPD                      | CRPD-OP                   |
| Pertenencia | Ni firmado ni ratificado. | Sin información.         | Ni firmado ni ratificado. | Ni firmado ni ratificado. | Ni firmado ni ratificado. | Firmado pero no ratificado. | Sin información.         | Firmado y ratificado.    | Ni firmado ni ratificado. | Ni firmado ni ratificado. | Sin información.         | Firmado y ratificado.    | Ni firmado ni ratificado. | Ni firmado ni ratificado. | Sin información.         | Ni firmado ni ratificado. | Ni firmado ni ratificado. | Ni firmado ni ratificado. |
| Firmado y ratificado, firmado, pero no ratificado, ni firmado ni ratificado, sin información, ha accedido a firmar y ratificar el órgano en cuestión, pero también reconoce la competencia de recibir y procesar comunicaciones individuales por parte de los órganos competentes. |                           |                          |                           |                           |                           |                             |                          |                          |                           |                           |                          |                          |                           |                           |                          |                           |                           |                           |

## Organización territorial
El territorio de Bután está dividido en 20 distritos denominados dzonkhags. Estos son administrados por un cuerpo denominado Dzongkhag Tshogdu y además hay una administración municipal para las localidades —thromdes— que está directamente subordinada de la gestión de los distritos. En la gran mayoría de las circunscripciones, los gewogs rurales —bloques de pequeñas aldeas— quedan administrados por equipos llamados Gewog Tshogde. La base de las circunscripciones en Bután es el chiwog, una subdivisión de los gewogs demarcados por la Comisión Electoral. A continuación, la tabla con el mapa y los dzongkhags de Bután:
| N.º | Distrito    | Capital     | Área (km²) | N.º | Distrito         | Capital          | Área (km²) |  |
| --- | ----------- | ----------- | ---------- | --- | ---------------- | ---------------- | ---------- |  |
| 1   | Bumthang    | Jakar       | 2831       | 11  | Samdrup Jongkhar | Samdrup Jongkhar | 2312       |  |
| 2   | Chukha      | Chukha      | 1791       | 12  | Samtse           | Samtse           | 1585       |  |
| 3   | Dagana      | Dagana      | 1387       | 13  | Sarpang          | Sarpang          | 2362       |  |
| 4   | Gasa        | Gasa        | 4561       | 14  | Timbu            | Timbu            | 2067       |  |
| 5   | Haa         | Haa         | 1746       | 15  | Trashigang       | Trashigang       | 2316       |  |
| 6   | Lhuntse     | Lhuntse     | 3022       | 16  | Trashiyangtse    | Trashiyangtse    | 1643       |  |
| 7   | Mongar      | Mongar      | 1946       | 17  | Trongsa          | Trongsa          | 1807       |  |
| 8   | Paro        | Paro        | 1310       | 18  | Tsirang          | Damphu           | 641        |  |
| 9   | Pemagatshel | Pemagatshel | 518        | 19  | Wangdue Phodrang | Wangdue Phodrang | 4046       |  |
| 10  | Punakha     | Punakha     | 977        | 20  | Zhemgang         | Zhemgang         | 2126       |  |

## Geografía

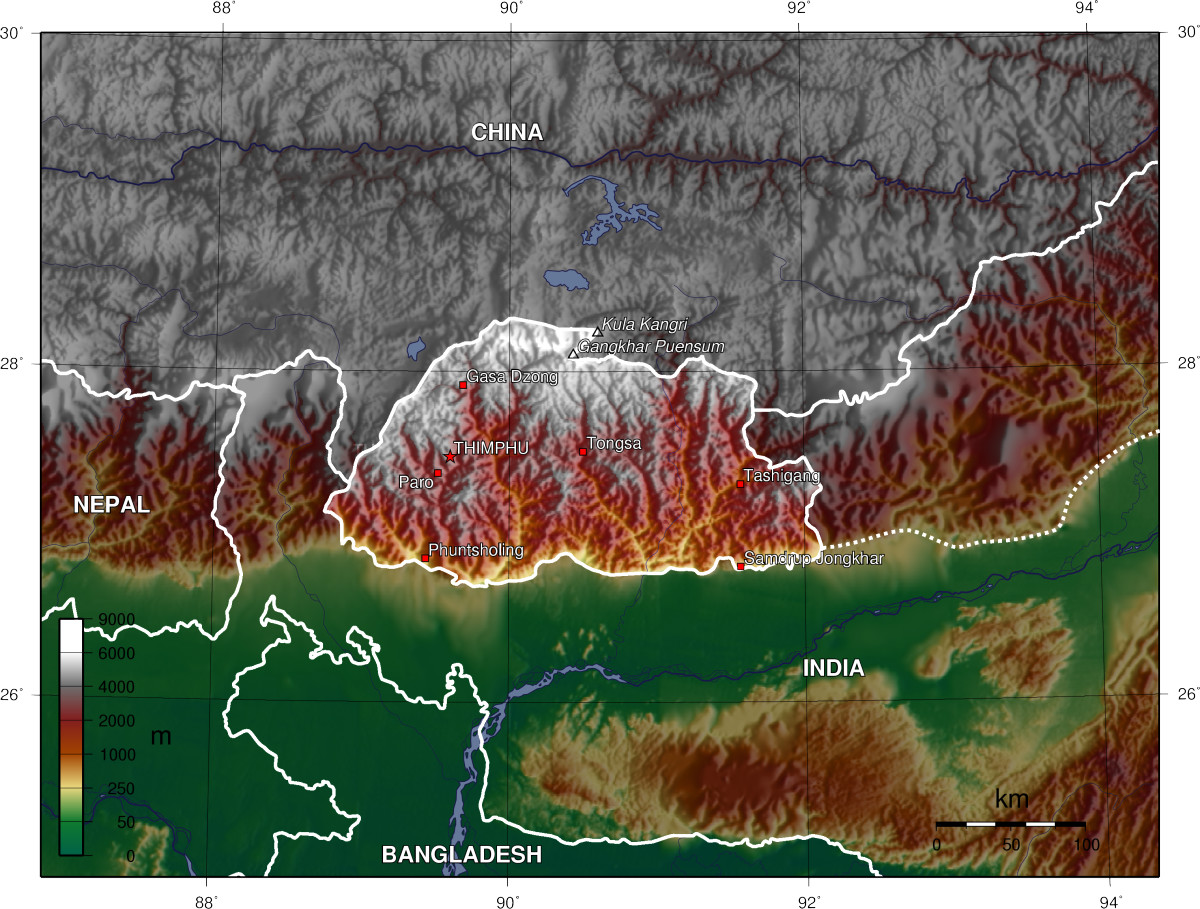
Mapa topográfico de Bután.

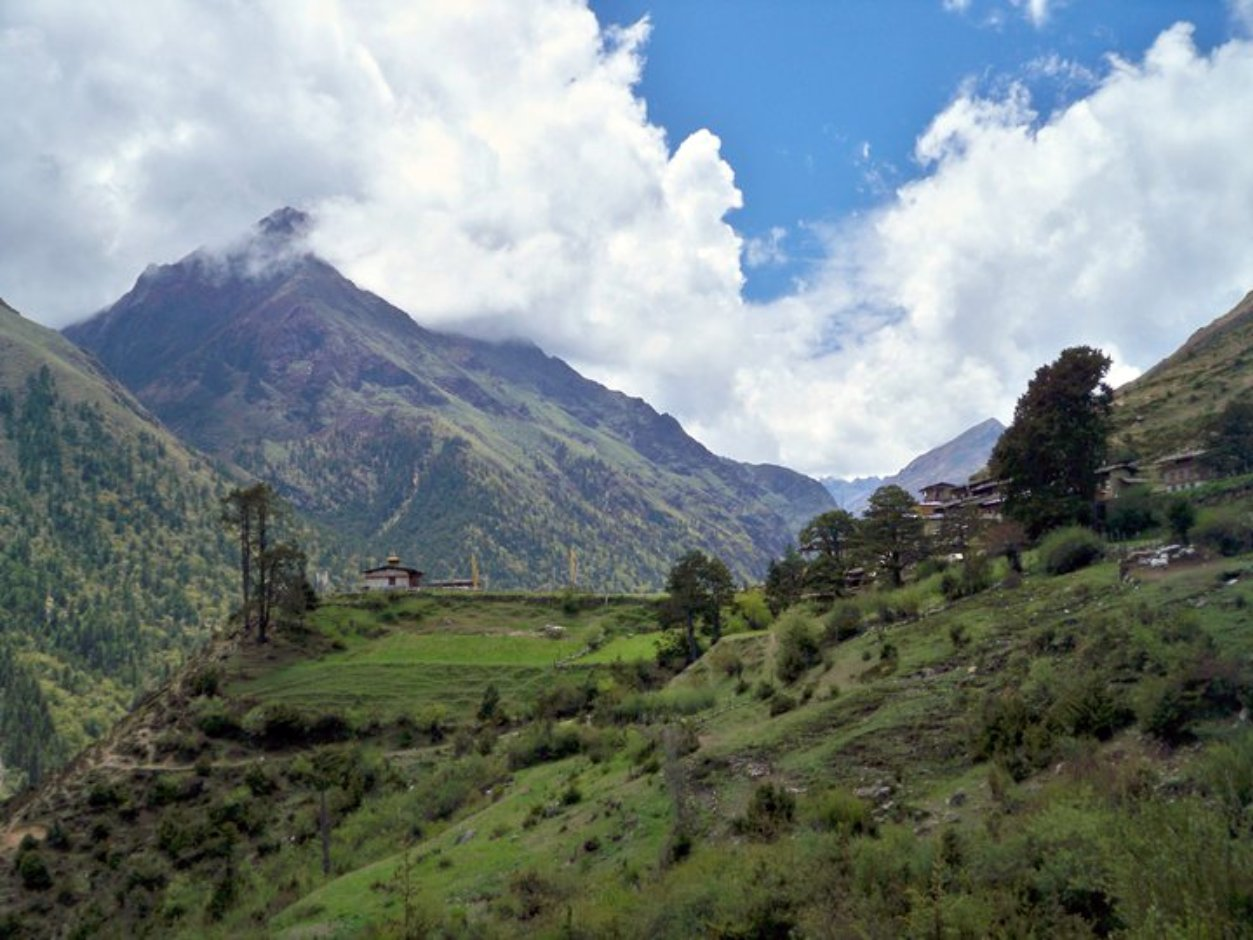
Vista de algunas montañas del Himalaya en Bután.

Aunque no existe una medición exacta de la superficie de Bután —debido a disputas territoriales con China—, oficialmente se reconoce que posee un área de 40 994 km², similar a la de Suiza. Limita al norte con China y al sur con India, a lo largo de 1075 kilómetros de frontera. La distancia mayor en el eje este-oeste es de 306 km, mientras que de norte a sur es de 145 km. Localizado en el sur de Asia, el país está dominado por profundos valles y abruptas montañas que conforman el Himalaya, cuyas cumbres llegan a superar los 7000 metros de altitud. El punto más alto de Bután es el Gangkhar Puensum (7570 m), mientras que el lugar más bajo se ubica en el río Drangme Chhu a 97 metros de altitud. La cima de Bután todavía no ha sido escalada.
Los numerosos glaciares y ríos que hay a lo largo del país son los que conforman la hidrografía local. Las principales corrientes de agua son el Drangme Chhu, el Puna Tsang Chhu, el Wang Chhu y el Torsa Chhu. Estos son alimentados principalmente por la lluvia de los monzones y la nieve. Los glaciares también son una buena fuente de alimentación fluvial y se encuentran en el norte del país, haciendo que el curso de los ríos salga fuera de la cordillera, principalmente hacia Bangladés o la India.

### Clima
Bután tiene un clima muy diverso, dependiendo de la altitud y de los monzones. En las regiones del sur, persiste el clima tropical, con temperaturas de 15 °C en invierno y por encima de los 30 °C en época estival, mientras que en las zonas más montañosas los termómetros pueden caer a temperaturas bajo cero en enero y no superar los diez grados en verano. Las precipitaciones también varían según la zona, ya que si en el Himalaya caen menos 500 mm cada año, en el sur pueden llegar a los 5000. En los meses invernales, los cielos suelen presentarse despejados. La época de los monzones dura de junio a septiembre.
| Parámetros climáticos promedio de Timbu | Parámetros climáticos promedio de Timbu | Parámetros climáticos promedio de Timbu | Parámetros climáticos promedio de Timbu | Parámetros climáticos promedio de Timbu | Parámetros climáticos promedio de Timbu | Parámetros climáticos promedio de Timbu | Parámetros climáticos promedio de Timbu | Parámetros climáticos promedio de Timbu | Parámetros climáticos promedio de Timbu | Parámetros climáticos promedio de Timbu | Parámetros climáticos promedio de Timbu | Parámetros climáticos promedio de Timbu | Parámetros climáticos promedio de Timbu |
| Mes | Ene.                                    | Feb.                                    | Mar.                                    | Abr.                                    | May.                                    | Jun.                                    | Jul.                                    | Ago.                                    | Sep.                                    | Oct.                                    | Nov.                                    | Dic.                                    | Anual                                   |
| --- | --------------------------------------- | --------------------------------------- | --------------------------------------- | --------------------------------------- | --------------------------------------- | --------------------------------------- | --------------------------------------- | --------------------------------------- | --------------------------------------- | --------------------------------------- | --------------------------------------- | --------------------------------------- | --------------------------------------- |
| Temp. máx. media (°C) | 12.3                                    | 14.4                                    | 16.4                                    | 20                                      | 22.5                                    | 24.4                                    | 18.9                                    | 25                                      | 23.1                                    | 21.9                                    | 17.9                                    | 14.5                                    | 19.3                                    |
| Temp. media (°C) | 4.9                                     | 7.5                                     | 10.2                                    | 13.6                                    | 17.8                                    | 19.8                                    | 16.2                                    | 20.4                                    | 19.1                                    | 16.2                                    | 11.5                                    | 6.7                                     | 13.7                                    |
| Temp. mín. media (°C) | -2.6                                    | 0.6                                     | 3.9                                     | 7.1                                     | 13.1                                    | 15.2                                    | 13.4                                    | 15.8                                    | 15                                      | 10.4                                    | 5                                       | -1.1                                    | 8                                       |
| Precipitación total (mm) | 15                                      | 41                                      | 23                                      | 58                                      | 122                                     | 246                                     | 373                                     | 345                                     | 155                                     | 38                                      | 8                                       | 3                                       | 1427                                    |
| Días de precipitaciones (≥ ) | 2                                       | 7                                       | 4.11                                    | 8.22                                    | 11.36                                   | 16                                      | 21.18                                   | 20.18                                   | 16                                      | 5.78                                    | 3                                       | 2.5                                     | 117.3                                   |
| Horas de sol | 248                                     | 196                                     | 248                                     | 240                                     | 217                                     | 180                                     | 155                                     | 155                                     | 150                                     | 217                                     | 240                                     | 217                                     | 2463                                    |
| Humedad relativa (%) | 50                                      | 58                                      | 62                                      | 66                                      | 69                                      | 76                                      | 81                                      | 82                                      | 79                                      | 68                                      | 57                                      | 47                                      | 66.3                                    |
| Fuente: MyWeather2.com, Servicio Meteorológico Mundial,(1) Weather Data Base, Weather2Travel.com. (4 de junio de 2014) (1) Los valores dados son promedio de Paro, localidad cercana a Timbu. |                                         |                                         |                                         |                                         |                                         |                                         |                                         |                                         |                                         |                                         |                                         |                                         |                                         |

### Flora, fauna y medio ambiente

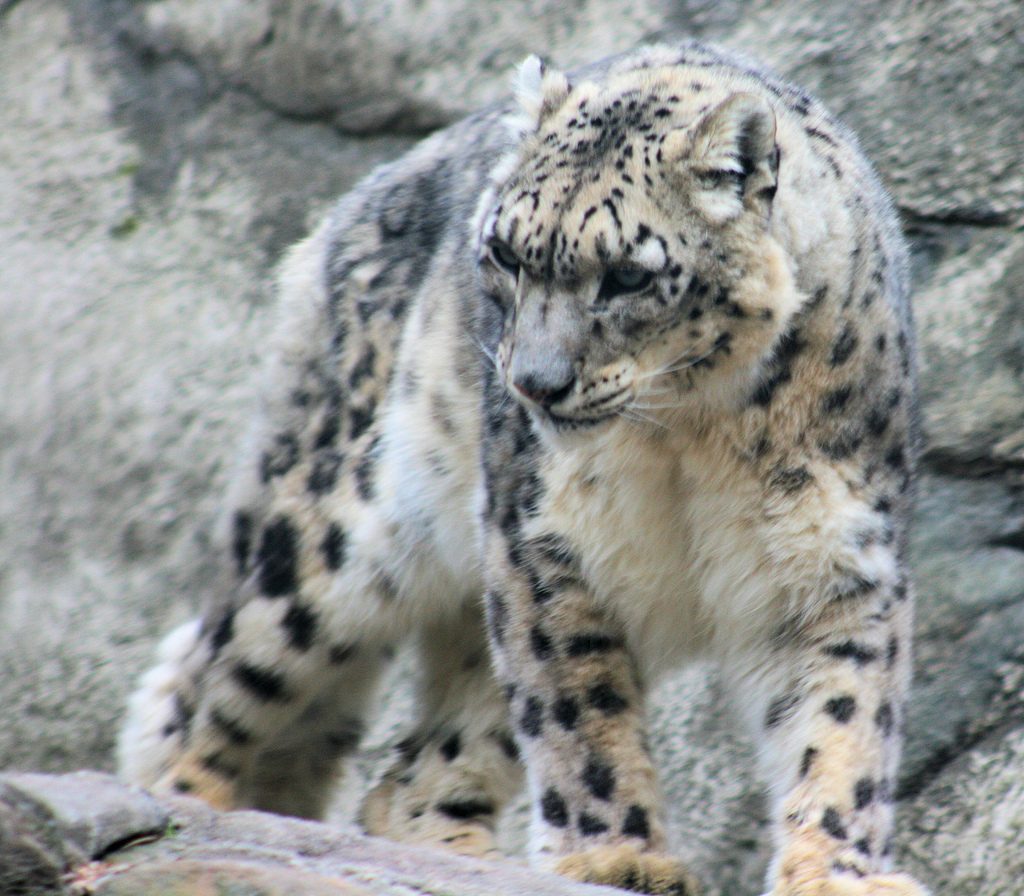
Un leopardo de las nieves, especie endógena que vive en Bután.

Bután cuenta con 6216 especies de anfibios, aves, mamíferos, reptiles y plantas vasculares registradas, lo que le convierte en uno de los países con más diversidad biológica del planeta. Particularmente, cuenta con 625 especies de pájaros y 5468 de plantas vasculares. Entre la flora destacan más de 300 especies de plantas medicinales, así como 46 de rododendros, además de un gran número de magnolias, enebros y orquídeas, y árboles como pinos y robles. La capa de bosques, que ocupa aproximadamente el 72 % de la superficie total, está dividida en tres zonas diferenciadas: la alpina —con escasa o nula cubierta floral—, la templada —donde viven coníferas y otras plantas latifoliadas— y la subtropical, que alberga la vegetación tropical típica. La amapola azul del Himalaya es considerada como la flor nacional y crece a una altitud de entre 3500 y 4500 m en pasos elevados de la zona oriental del territorio.
Por otra parte, en el país viven numerosas especies indígenas, como el langur dorado, el panda rojo, la grulla cuellinegra, el leopardo de las nieves o el takin. Este último es considerado como el animal nacional. Es de destacar que Bután cuenta con 16 especies de pájaros en peligro de extinción, además del cuervo, reconocido como el pájaro nacional. En cuanto a la vida acuática, se sabe que viven unas 41 especies autóctonas en los lagos y ríos del país, incluyendo ocho especies exóticas y siete de ciprínidos introducidos para la acuicultura en aguas templadas. La trucha marrón fue introducida en los años 1930 y hasta la década de 1980 se crio en dos piscifactorías para luego ser trasladada a las corrientes y masas de agua del país.
El cuidado de la ecología y el medio ambiente es muy importante en Bután, ya que es uno de los pilares que sustentan la idea de la Felicidad Nacional Bruta. De hecho, existe una comisión nacional para tales fines, cuyo objetivo es proteger los espacios naturales, fortalecer el consumo consciente de recursos y fomentar la responsabilidad social con la naturaleza. El 60 % del país se encuentra protegido mediante una red de diez parques naturales. Existe una política para el cuidado del agua, aunque las instituciones tienen vínculos funcionales débiles a nivel de políticas, planificación y programación. A pesar de todo, el cambio climático afecta también a Bután, sobre todo a los glaciares.

## Economía

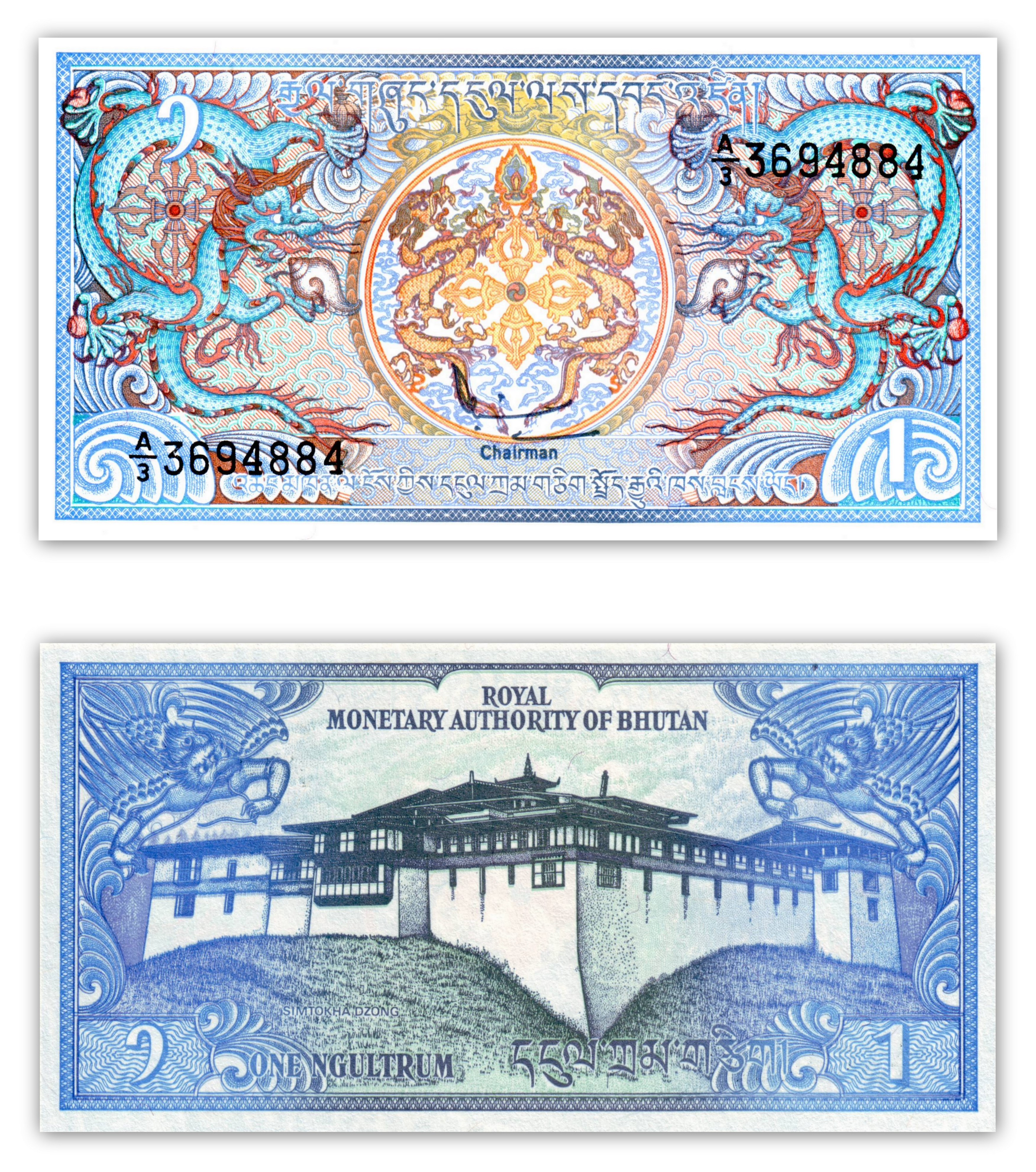
Anverso y reverso de un billete de 1 ngultrum, la moneda oficial de Bután.

Para 2019, se estimó que Bután es la 163ª economía más grande del mundo en términos de PIB nominal, ya que según el Fondo Monetario Internacional su valor se situaría en 2.84 mil millones de dólares. En otras variantes del PIB para ese mismo año, el valor de Bután en paridad de poder adquisitivo es de 8.2 mil millones de dólares y su PIB PPA per cápita de 9876.21 USD, mientras que su PIB nominal per cápita resulta en 3423.05 USD. La moneda nacional es el ngultrum butanés y a fecha de marzo de 2018, 1 dólar estadounidense equivale a 64.93 ngultrum. La rupia india también es aceptada.
La agricultura es el sector que emplea a más personas y destacan sus cultivos de arroz, maíz, trigo y alforfón. La Cámara de Comercio e Industria de Bután fue fundada en 1980 y es una organización sin ánimo de lucro, que cuenta con miembros de la comunidad de negocios nacional, y está organizada para el control de los productos de empresas privadas. Además, coordina los negocios con extranjeros a través de las delegaciones de otros países —entre ellos Canadá y China— y de las naciones miembro de la SAARC. En el campo de la industria, destaca la fabricación artesanal, en especial los productos hechos con algodón, lana y seda. También está muy extendido el uso de la madera y los metales, como el cobre o el hierro. Por su parte, otros sectores están cobrando fuerza en la economía nacional, tales como la producción de energía hidroeléctrica y el comercio electrónico. No obstante, las relaciones económicas siguen pesando a la hora de proponer negocios, por problemas en el acceso a las finanzas, la contratación de inmigrantes, tasas en impuestos o el transporte. De todos los anteriores, los sectores que más contribuyen a la economía son el industrial y el de los servicios.
En 2013 la economía butanesa fue la quinta mundial con más crecimiento, con un 8,5 %, solo por detrás de Mongolia, Macao, Libia y China. También se colocó en la posición 97 del Índice de Competitividad Global en el período 2017-2018, mientras que en el Índice de Libertad Económica de 2018 quedó ubicado en el puesto 87, por lo que se considera un país moderadamente libre. Todo esto también contribuyó a un aumento de la inflación, que para 2017 se situaba en el 5.1 %. Por otra parte, en 2017 Bután tenía unas reservas internacionales de 1206 millones USD, mientras que su inversión extranjera directa ese mismo año se redujo en 16.55 millones USD. En el comercio, las exportaciones generaron un beneficio de 580 millones USD, mientras que las importaciones costaron 1100 millones USD, de acuerdo con una estimación de 2017.

### Turismo

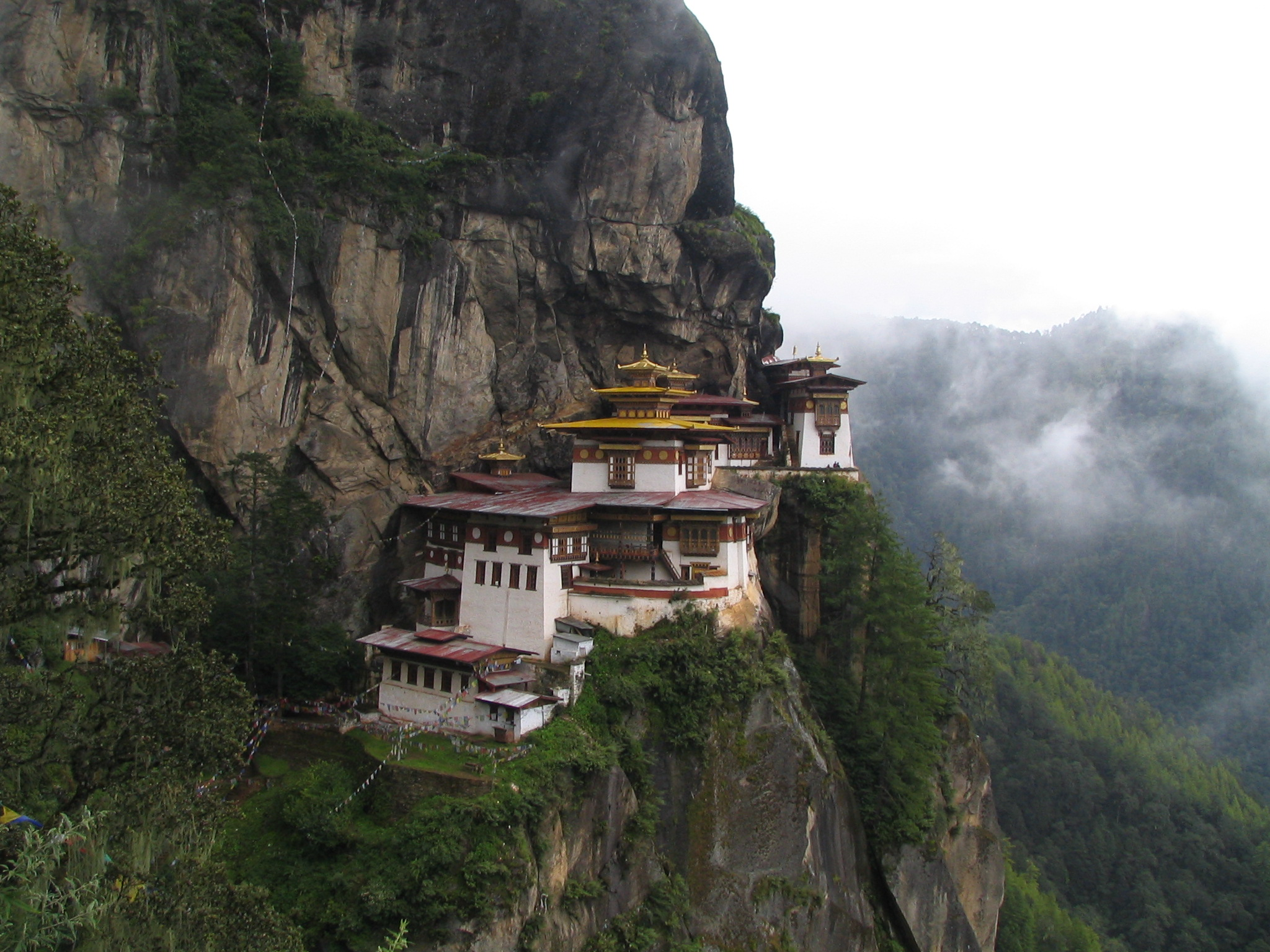
El Taktshang, uno de los lugares más populares de Bután.

La industria del turismo en Bután comenzó en 1974, tras varios años de aislamiento al exterior. Desde ese entonces, está siendo un gran contribuidor a la economía del país, creando numerosos puestos de trabajo y añadiendo ingresos adicionales para el gobierno. La política de turismo, lanzada en 1991, está basada en los principios de sostenibilidad, evitando la llegada masiva de turistas que puedan provocar consecuencias en su patrimonio, y que sea viable para la naturaleza, cultura y sociedad.
Entre los atractivos del país destacan sus paisajes, la arquitectura y las fiestas religiosas, pero en particular, es muy popular el Taktshang —un monasterio ubicado junto a un acantilado—, cuya traducción significa «nido del tigre». Sin embargo, Bután carece de lugares o monumentos declarados como Patrimonio de la Humanidad. Todo ciudadano extranjero necesita de un visado para su estancia en Bután, a excepción de los turistas provenientes de Bangladés, India o Maldivas.

## Infraestructura

### Transportes

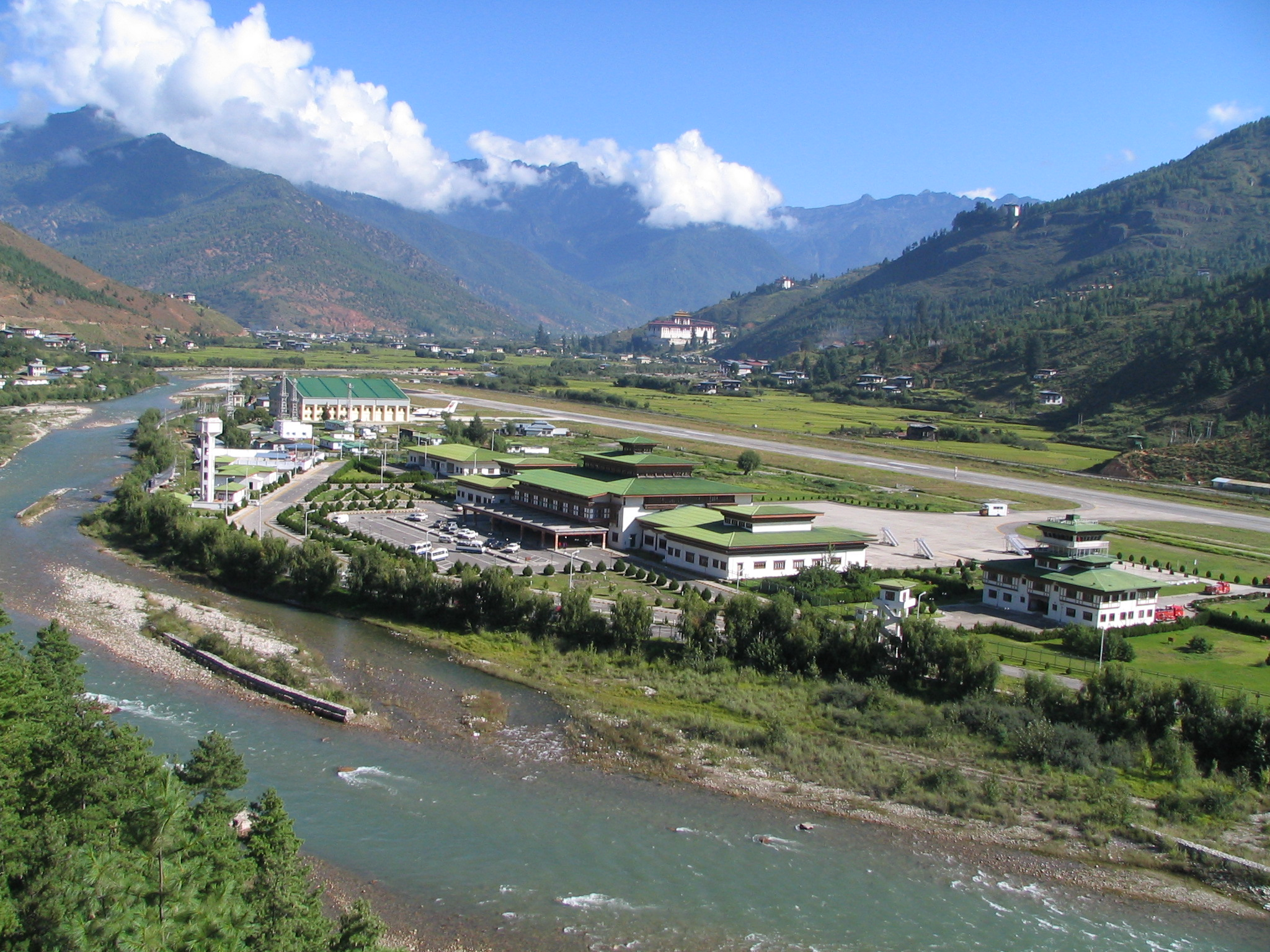
Aeropuerto Internacional de Paro, el más importante de Bután y uno de los más peligrosos del planeta.

En 2013, Bután disponía de más de 10000 km de carreteras a lo largo del país, lo que le colocaba en la posición 135 de los países con mayor longitud de carreteras. De estos, casi 5000 km están pavimentados, incluyendo los más de 600 km que tiene de autopistas. No obstante, el país carece de vías férreas, si bien existe un acuerdo con Indian Railways para expandir la red desde el país vecino hasta dentro de la nación. De esta manera, Bután fortalecería sus conexiones con los países vecinos también, como Bangladés y Nepal. También dispone de dos aeropuertos con las pistas asfaltadas, siendo el más importante el Aeropuerto Internacional de Paro, en la localidad homónima, muy cerca de la capital. Base de la compañía aérea nacional, Druk Air, posee una de las pistas más peligrosas del mundo debido a su ubicación entre montañas y sus condiciones climáticas. La aerolínea conecta al país con los principales puntos de la India, así como a otros países del sur de Asia.
Para el control de vehículos y licencias que se expiden a conductores, en 1997 se creó la Real Autoridad de Seguridad en Carretera y Transporte de Bután. De acuerdo con las estadísticas de diciembre de 2016, existía un total de 84 297 vehículos y 111 342 licencias de conducir. Sin embargo, entre julio de 2015 y junio de 2016 se contabilizaron 86 accidentes mortales.

### Medios de comunicación
La televisión e internet no llegaron a Bután hasta 1999, por lo que es uno de los últimos países en haber introducido estas tecnologías. En 2014, se registraron unos 203 100 internautas, así como 14 590 servidores en 2012. Además, cuenta con 23 800 líneas telefónicas y 628 300 de móvil, según estadísticas de 2014. El país dispone de una cobertura prácticamente total en las localidades, aunque para las llamadas domésticas tiene baja intensidad y las internacionales son desviadas hacia India, donde conectan con el país receptor. La empresa Bhutan Broadcasting Service es la principal cadena televisiva y de radio, aunque en este último hay otras dos cadenas privadas: Kuzoo FM y Radio Valley.
En prensa, existen cinco periódicos principales: Bhutan Today, Kuensel, The Bhutan Times, Bhutan Observer y The Bhutanese. Es de resaltar que la libertad de prensa todavía se encuentra restringida en parte y de acuerdo con Reporteros Sin Fronteras, la monarquía «da pocas concesiones para noticias pluralistas». También cuenta con un servicio de correo manejado por la empresa paraestatal Bhutan Post y es muy usado por la población para enviarse mensaje. No obstante, no existe ninguna oficina de las multinacionales Federal Express y DHL.

### Energía
El país ha realizado un importante esfuerzo en conceder acceso a la electricidad a su población. Desde 2018, las estadísticas muestran que todo el país tiene acceso a electricidad, lo que contrasta con un escaso 31% que tenía acceso en el año 2000.
Gracias a sus centrales hidroeléctricas, el país produjo 7,75 mil millones de kWh en 2015, de los cuales consumió 2,06 mil millones. En menor medida, la energía eléctrica consumida proviene también de combustibles fósiles, pero solo es el 0,5 % del total. Por otro lado, no produce petróleo ni gas natural, aunque sus emisiones de dióxido de carbono se calculan en 0,26 millones de toneladas métricas, de los que menos expulsan del mundo.
La producción de energía hidráulica ha sido estable o con escaso crecimiento desde 1980 hasta el año 2004, y desde 2005 hasta 2020 la generación hidroeléctrica se ha multiplicándose por 5, superando a países con 70 veces su población como el Reino Unido (a quien supera en producción desde 2006) o Ucrania (desde 2015), lo que da muestra de la importancia que el país le confiere a esta forma de energía. En 2020 producía 11.37 mil millones de kWh y desde 2018 toda la población del país tiene acceso a la electricidad. Para la regulación y control del consumo de la energía eléctrica, en 2001 se creó la Autoridad de Electricidad de Bután.

## Demografía

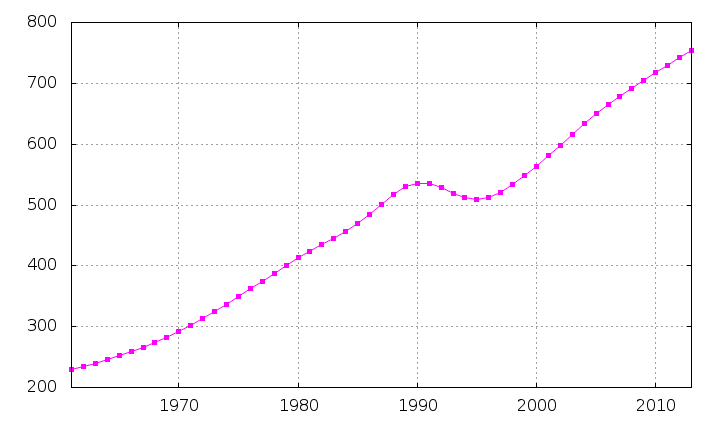
Evolución demográfica de Bután (1960–2013).

En 2018 se estimó una población de 790 215 habitantes, de los cuales 409 474 son hombres y 380 741 son mujeres. De acuerdo con las estimaciones de ese mismo año, el 25.35 % es menor de catorce años, el 18.4 % tenía entre 15 y 24 años, el 43.73 % entre 25 y 54, el 6.13 % entre 55 y 64 y el 6.39 % restante se encontraba en una edad superior a los 65 años. En 2016, la esperanza de vida se encontraba en los 70.2 años —69.93 para los hombres y 70.46 para las mujeres—, mientras que la tasa de crecimiento demográfico se sitúa en el 1.05 % para 2018.
Las migraciones internas se producen hacia las ciudades o a las regiones del oeste; el 51 % de la población se ha desplazado. Existen todavía decenas de miles de refugiados en Nepal, pero debido a las condiciones políticas de aquel país se han ido reasentando en países como Australia, Canadá, Dinamarca, los Estados Unidos, Noruega, Nueva Zelanda, los Países Bajos o el Reino Unido. Es una nación étnicamente heterogénea, compuesta por dos grupos principales, los butaneses y los nepalíes. Los primeros son el grupo mayoritario, mientras que el segundo ocupa aproximadamente el 25 % de la población total. La religión predominante y oficial es el budismo vajrayāna, aunque existen pequeñas poblaciones que practican el hinduismo. La libertad de culto se encuentra presente en el país. Existen alrededor de treinta lenguas en Bután, pero la oficial es el dzongkha, y el inglés es la usada para publicaciones y en el trabajo. En 2012, alrededor del 12 % de los habitantes vivía por debajo del umbral de pobreza, tasa que se ha reducido notablemente desde 2007, cuando en esa situación se encontraba 23,2 % del país.

### Educación

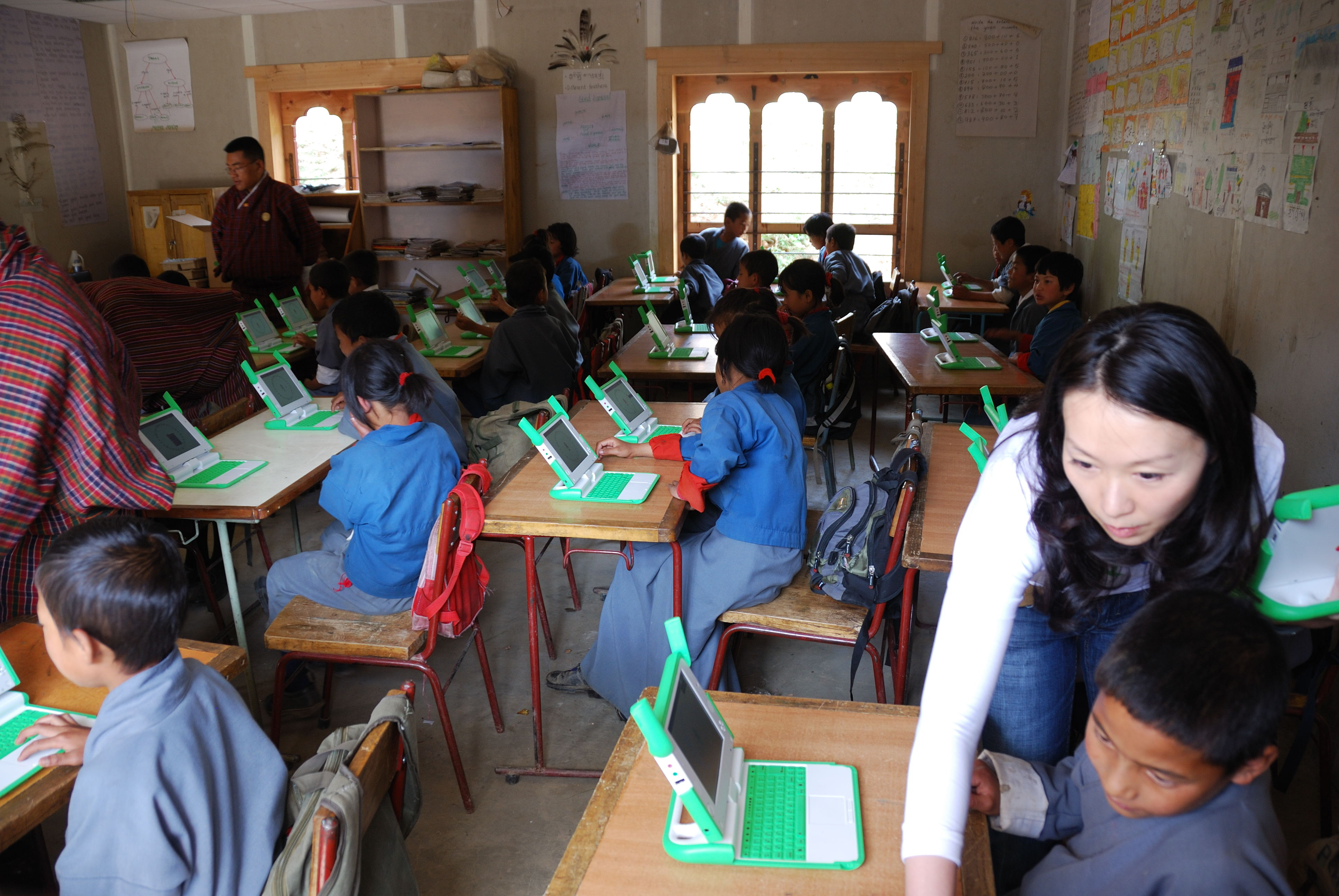
Clase de una escuela en Timbu.

La tasa de alfabetización ha ido aumentando progresivamente desde 1982, cuando se encontraba en el 10 %, hasta el 60 % que hay actualmente. De acuerdo con estudios de 2005, el 52,8 % de la población sabe leer y escribir. La enseñanza se realiza en inglés y el dzonghka es el segundo idioma en todas las escuelas. La Real Universidad de Bután se encuentra en el este, en Kanlung, además de la existencia de dos escuelas de enseñanza técnica y dos institutos de formación pedagógica. En total, en 2016 había 1876 centros educativos, de los cuales 106 eran privados, junto con más de 10 000 profesores.
El proceso de educación comienza en preescolar a la edad de dos años, que en total dura tres si se incluye un pregrado antes de ingresar en la educación primaria, que se empieza a la edad de seis años y es cuando se comienzan a aprender las asignaturas de matemáticas, las ciencias o el arte. Dura seis años. A continuación, sigue la educación secundaria que son otros seis años más —se divide en tres partes de igual duración— y es cuando las asignaturas de primaria comienzan a dividirse y a hacerse más específicas y completas. En cada fin de etapa en secundaria se realizan exámenes finales donde se obtienen diferentes certificados académicos. Tras ello, comienza la educación superior, que abarcan las universidades y otros centros de formación profesional.

### Salud
La cobertura sanitaria de Bután no se encuentra extendida del todo, ya que si bien cuenta con un promedio de 1,8 camas de hospital por cada 1000 habitantes, solo dispone de 0,26 médicos por cada 1000 personas. El centro médico más importante del país es el Hospital nacional de referencia Jigme Dorji Wangchuck que tiene la mayor infraestructura sanitaria de la nación, ya que puede cubrir tanto asistencia básica gratuita como operaciones de cierta envergadura. El Ministerio de Sanidad es el organismo público encargado de la supervisión de las necesidades sanitarias, así como el mantenimiento de las instalaciones dedicadas a tal fin. El gasto por habitante en materia sanitaria era de 281 dólares anualmente, mientras que la inversión del gobierno en fondos para la salud representaba el 3,6 % del PIB, aproximadamente.
La tasa de mortalidad infantil es de 36 por cada 1000 habitantes y alrededor del 12,8 % de los niños menores de cinco años tenían problemas de peso debido a la malnutrición. La tasa de fecundidad se encuentra en un promedio de 2,3 hijos por cada mujer. Por otro lado, en Bután existen muy pocos casos de afectados por el VIH, que representan aproximadamente el 0,2 % de la población. Gracias a las estrictas políticas que tiene el gobierno sobre el tabaco, el número de fumadores en Bután es casi nulo. La obesidad también se encuentra muy reducida allí, ya que solo el 5 % de los habitantes la sufre, mientras que las personas que tienen un aumento de presión o glucosa en sangre, representan alrededor del 30 % y el 10 %, respectivamente.

## Cultura

Lenguas de Bután.

La cultura butanesa está ampliamente influenciada por la tradición budista, que se encuentra muy presente en la vida cotidiana de la población local. También influye en la arquitectura, formada principalmente por monasterios y otras instituciones religiosas, así como en la vestimenta tradicional y en las fiestas locales. Las mujeres suelen llevar una kera que es una túnica larga hecha de costuras finas y con colores llamativos, mientras que los varones también llevan un gho que es un cinturón hecho de tela que sujeta a la kera. Las artes de Bután se dividen en trece tipos que engloban la pintura, arquitectura, escultura, bisutería y la elaboración de pequeños objetos de artesanía.

### Gastronomía

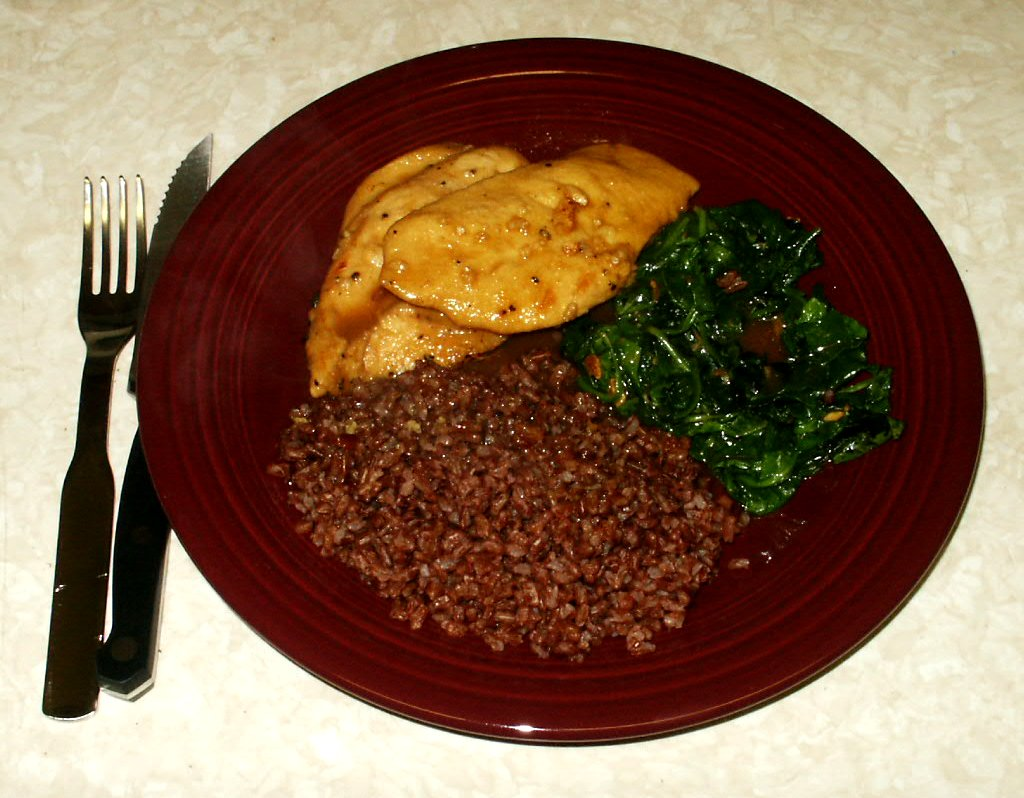
Plato tradicional hecho con pollo, arroz, picante y espinacas.

La gastronomía local es característica por el gran uso del picante. De hecho, la mayoría de la población no suele tomar un menú que no lo lleve. Los principales productos animales que se consumen son cerdo, ternera, cabra, pollo, yak, además del pescado que también tiene un gran papel en la cocina butanesa. El queso también tiene un gran protagonismo. En las verduras y cereales, se usa mucho el arroz y chili, pero también la patata, calabaza, espinacas y el tomate. Entre las bebidas destacan los té, dulces o con sal y mantequilla, el ara que es un licor destilado del arroz y el chang, una cerveza a base de cereales.
Entre diversos platos locales, destaca el Ema datshi, que es el plato más conocido y que consiste en una mezcla entre queso y chili, a la que se añade una guarnición de judías verdes, patatas o champiñones. Otros platos importantes también son el Momos, que es una albóndiga de carne de cerdo o ternera mezclado con repollo y queso, y el Jasha Maru que consiste en un picadillo de pollo, acompañado de picante, tomate y arroz. En los hoteles, también se sirven platos continentales, chinos e indios.

### Arquitectura

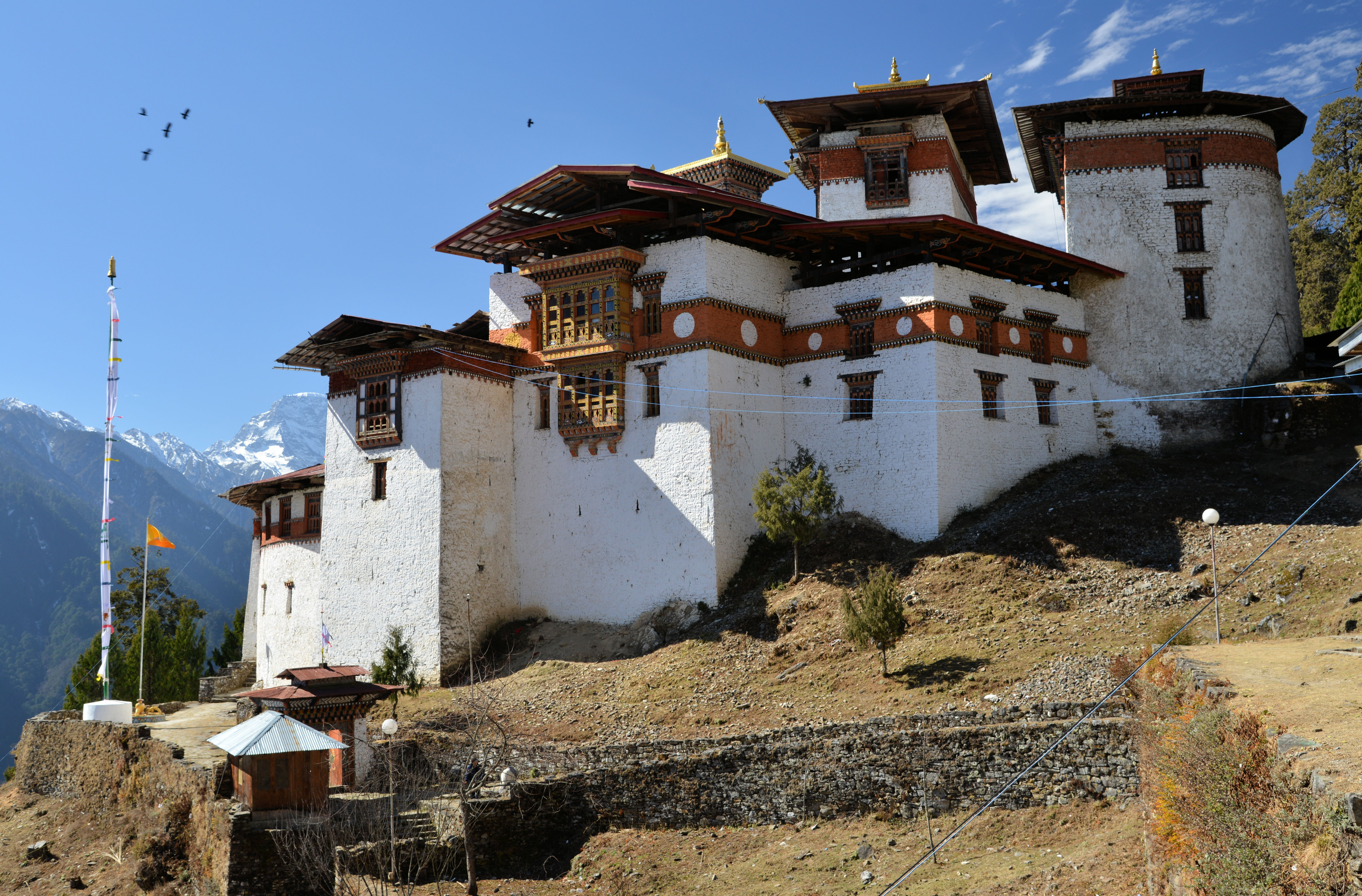
Vista del dzong de Gasa, ejemplo de la arquitectura tradicional de Bután.

La arquitectura es una seña importante de la cultura del país, debido a sus únicos colores y patrones que siguen las estructuras. Los edificios generalmente están recubiertos con una capa de madera, mientras que los bordes de puertas y ventanas suelen adornarse con motivos florales, animales o religiosos. También es de resaltar que las estructuras tradicionales carecen de planificación previa y descripción en papel, por lo que el edificio es construido directamente sin preparación. Además, el estilo ha variado muy poco desde sus raíces culturales, que se hallan en el Tíbet, y tiene distinciones chinas y persas debido a las ideas que dejaban los comerciantes que caminaban por la ruta de la Seda.
Existen dos tipos de edificios propios del país. Uno de ellos son los lhakhang, que consisten en pequeños edificios de una planta y con patio cerrado, que además tienen una banda roja en la parte superior de sus paredes exteriores y un adorno de cobre dorado en el techo. La parte interior está dominada por pinturas y una antecámara donde se suele ubicar un santuario. El otro edificio importante es el dzong, fortalezas que fueron construidas en lugares estratégicos por cuestiones políticas. Contienen monasterios y las oficinas administrativas regionales.

### Música y danza

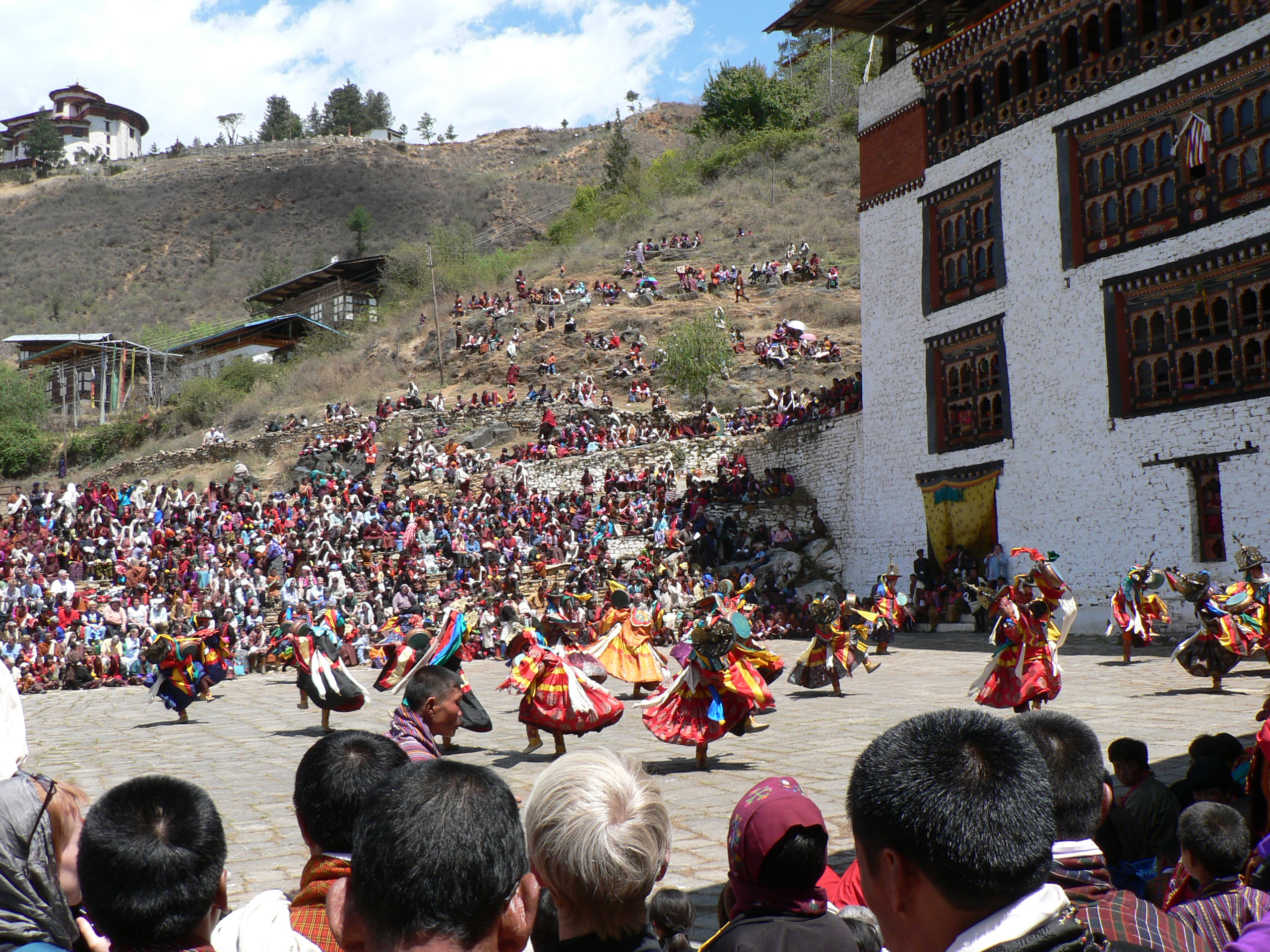
Baile tradicional en Paro.

En el mundo musical del país, destaca la de tipo religioso y la folclórica. En el primer caso, se le da especial importancia al canto y trata principalmente de biografías espirituales sobre santos —conocidas localmente como namtar—. También suele tener una fuerte tradición monástica y no suele ser escuchada por el público en general. Es muy popular el uso de la lengua tibetana clásica. La folclórica tiene varias características comunes con la primera, en especial en lo relativo al budismo, pero esta deriva del Drukpa. Existen muchas variedades de folclore en Bután, a destacar el zhungdra, el boedra, el tsangmo y el lozey. Los instrumentos más usados son el lingm —flauta de seis agujeros—, el chiwang —violín de solo dos cuerdas— y el dramyen —similar a un rabel con tres cuerdas pero de mayor tamaño—.
La danza cham es uno de los subgéneros musicales religiosos más sobresalientes y los bailarines suelen estar financiados por un monasterio o por un patrocinador. En los bailes es frecuente el uso de las máscaras y suelen tener especial relevancia en los festivales tradicionales locales. Los festivales de danza suelen tener una duración de unos cinco días y la población suele visitarlos debido a que piensan que trae buena suerte y les purifica el alma. Muchos jóvenes están entrenados para tallar las máscaras generalmente hechas con madera o cartón, y que suelen tener algunos detalles religiosos pintados.

### Festividades
| Fecha            | Fiesta                      | Notas                                                 |
| ---------------- | --------------------------- | ----------------------------------------------------- |
| 1 de enero       | Año nuevo                   |                                                       |
| 2 de enero       | Solsticio de invierno       | Localmente denominado Nyinlog.                        |
| 31 de enero      | Día de las ofrendas         |                                                       |
| 21 de febrero    | Cumpleaños del rey          | La celebración dura dos días más.                     |
| 2 de marzo       | Año nuevo budista           |                                                       |
| 2 de mayo        | Cumpleaños del tercer rey   |                                                       |
| 13 de mayo       | Conmemoración de Buda       | Creación de acontecimientos y festivales en su honor. |
| 7 de julio       | Cumpleaños de Guru Rinpoche | Creación de acontecimientos y festivales en su honor. |
| 12 de julio      | Primer sermón de Buda       | Creación de acontecimientos y festivales en su honor. |
| 23 de septiembre | Día bendito de la lluvia    |                                                       |
| 1 de noviembre   | Fiesta de Coronación        | Mes cuando fue coronado el rey Jigme Khesar.          |
| 13 de noviembre  | Bajada de Buda a la Tierra  |                                                       |
| 17 de diciembre  | Día nacional                | Fiesta nacional.                                      |

## Deportes

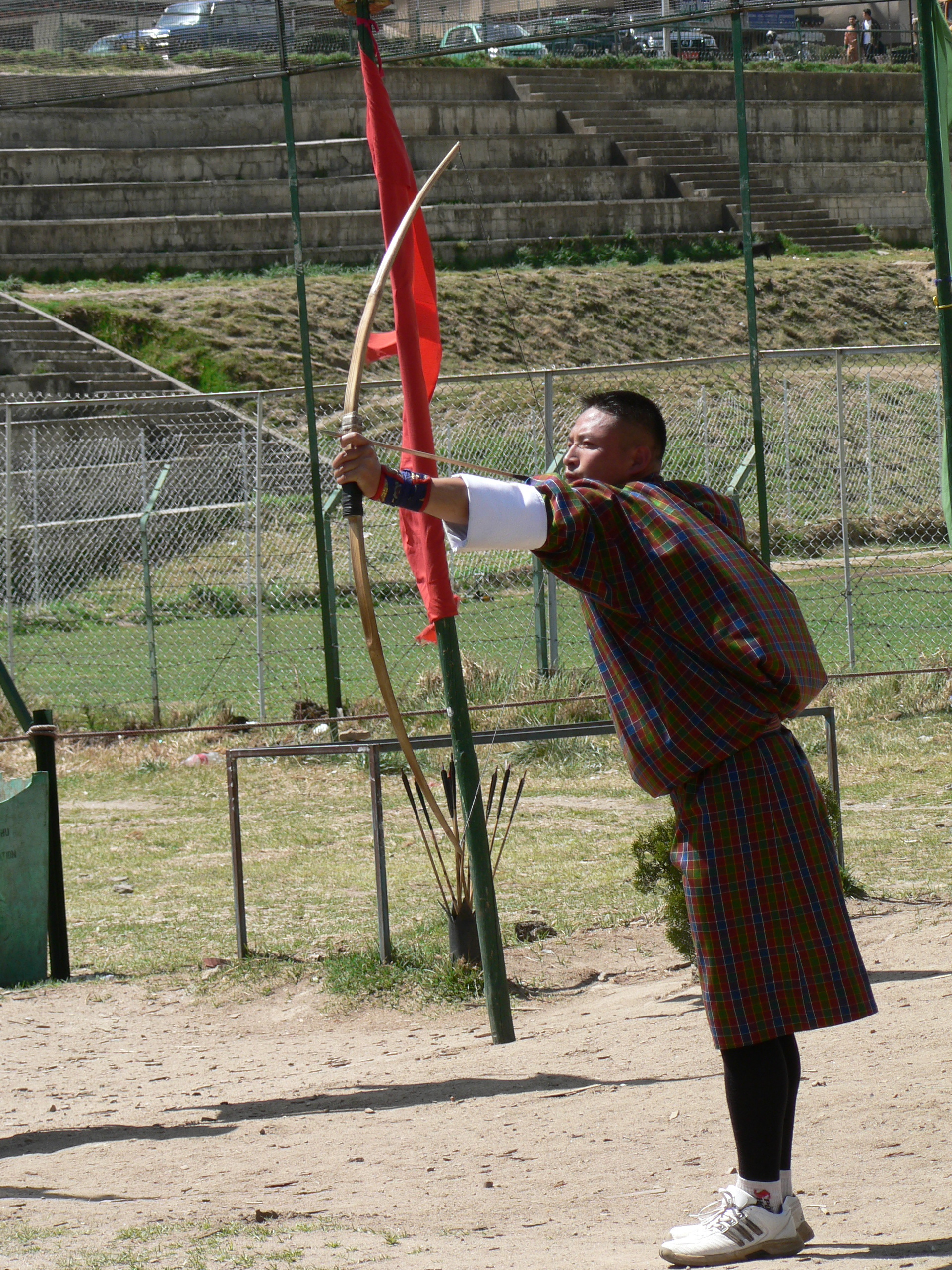
Un ciudadano butanés practicando tiro con arco, el deporte nacional de Bután.

El tiro con arco es el deporte nacional de Bután y gran parte de la población lo practica. Existen diferentes tipos de competiciones organizadas por la Federación de tiro con arco de Bután, tanto en individual como en equipo. También dispone de una liga de fútbol, aunque su selección nacional se encuentra entre las peores del mundo según la FIFA, debido a los resultados obtenidos en partidos internacionales de años anteriores. Otro de los deportes que también tienen popularidad es el críquet. Existen más de 75 equipos por todo el país, tanto masculinos como femeninos. El mejor año de su selección fue el 2010 en la competición de Cricket World League, tras derrotar a Surinam en fase de grupos y en play-off sobre las Bahamas.
Bután lleva participando en los Juegos Olímpicos desde 1984, en la olimpiada de Los Ángeles, y es representado por el Comité Olímpico de Bután, aunque aún no ha conseguido ninguna medalla. Como miembro del Consejo Olímpico de Asia desde 1983, Bután ha participado en siete de las competiciones que ha celebrado dicha organización desde la entrada del país, si bien tampoco se han conseguido medallas.